# Alex Thépot
Alexis "Alex" Thépot (30 de julio de 1906 -  21 de febrero de 1989) fue un jugador francés de fútbol. Como guardameta de la Selección de Francia, participó en las primeras dos Copas Mundiales en 1930 y 1934.

## Biografía futbolística
Nacido en Brest, Finistère, Thépot jugó en los clubes Armoricaine de Brest (1922-1927), FEC Levallois (1927-28), Red Star FC (1928-1935) y USL Dunkerque (1935-1936). Después de destacarse con el Levallois, fue elegido para participar del primer partido amistoso de su selección, frente a Inglaterra en 1927.
Entre 1927 y 1935, Thépot jugó 31 partidos internacionales, donde encajó 77 goles y fue capitán en 13 ocasiones. Fue titular en el único partido en que Francia participó del Torneo Olímpico de 1928, en que Francia fue derrotada 3-4 por Italia. 
Thépot fue además titular en el primer partido de la selección francesa en un mundial, frente a México en 1930. En ese partido, Alex debió abandonar el encuentro por una lesión durante el primer tiempo y fue reemplazado por el centrocampista Augustin Chantrel. Thépot se recuperó de la lesión y jugó los dos partidos siguientes; sin embargo, Francia quedó afuera tras perder por 1-0 frente a Argentina y por el mismo resultado frente a Chile, a pesar de que Thépot había atajado un penal cuando el encuentro estaba 0-0.

## Palmarés

### Red Star FC
- Copa de Francia (1): 1928

## Trayectoria
| Club                 | País    | Año       |
| -------------------- | ------- | --------- |
| Armoricaine de Brest | Francia | 1922-1927 |
| FEC Levallois        | Francia | 1927-1928 |
| Red Star FC          | Francia | 1928-1935 |
| USL Dunkerque        | Francia | 1935-1936 |

### Resumen estadístico
|         | Partidos | Goles recibidos | Promedio |
| ------- | -------- | --------------- | -------- |
| Clubes  | ???      | ???             | ?.??     |
| Francia | 31       | 77              | 2.48     |
| TOTAL   | 31       | 77              | 2.48     |